# 1515
Portal Geschichte | Portal Biografien | Aktuelle Ereignisse | Jahreskalender | Tagesartikel

◄ |
15. Jahrhundert |
16. Jahrhundert
| 17. Jahrhundert | ►

◄ |
1480er |
1490er |
1500er |
1510er
| 1520er | 1530er | 1540er | ►

◄◄ |
◄ |
1511 |
1512 |
1513 |
1514 |
1515
| 1516 | 1517 | 1518 | 1519 | ► | ►►
Staatsoberhäupter  · Nekrolog · Kunstjahr · Literaturjahr · Musikjahr   · Wissenschaftsjahr
| Januar | Januar | Januar | Januar | Januar | Januar | Januar | Januar |
| Kw     | Mo     | Di     | Mi     | Do     | Fr     | Sa     | So     |
| ------ | ------ | ------ | ------ | ------ | ------ | ------ | ------ |
| 1      | 1      | 2      | 3      | 4      | 5      | 6      | 7      |
| 2      | 8      | 9      | 10     | 11     | 12     | 13     | 14     |
| 3      | 15     | 16     | 17     | 18     | 19     | 20     | 21     |
| 4      | 22     | 23     | 24     | 25     | 26     | 27     | 28     |
| 5      | 29     | 30     | 31     |        |        |        |        |

| Februar | Februar | Februar | Februar | Februar | Februar | Februar | Februar |
| Kw      | Mo      | Di      | Mi      | Do      | Fr      | Sa      | So      |
| ------- | ------- | ------- | ------- | ------- | ------- | ------- | ------- |
| 5       |         |         |         | 1       | 2       | 3       | 4       |
| 6       | 5       | 6       | 7       | 8       | 9       | 10      | 11      |
| 7       | 12      | 13      | 14      | 15      | 16      | 17      | 18      |
| 8       | 19      | 20      | 21      | 22      | 23      | 24      | 25      |
| 9       | 26      | 27      | 28      |         |         |         |         |

| März | März | März | März | März | März | März | März |
| Kw   | Mo   | Di   | Mi   | Do   | Fr   | Sa   | So   |
| ---- | ---- | ---- | ---- | ---- | ---- | ---- | ---- |
| 9    |      |      |      | 1    | 2    | 3    | 4    |
| 10   | 5    | 6    | 7    | 8    | 9    | 10   | 11   |
| 11   | 12   | 13   | 14   | 15   | 16   | 17   | 18   |
| 12   | 19   | 20   | 21   | 22   | 23   | 24   | 25   |
| 13   | 26   | 27   | 28   | 29   | 30   | 31   |      |

| April | April | April | April | April | April | April | April |
| Kw    | Mo    | Di    | Mi    | Do    | Fr    | Sa    | So    |
| ----- | ----- | ----- | ----- | ----- | ----- | ----- | ----- |
| 13    |       |       |       |       |       |       | 1     |
| 14    | 2     | 3     | 4     | 5     | 6     | 7     | 8     |
| 15    | 9     | 10    | 11    | 12    | 13    | 14    | 15    |
| 16    | 16    | 17    | 18    | 19    | 20    | 21    | 22    |
| 17    | 23    | 24    | 25    | 26    | 27    | 28    | 29    |
| 18    | 30    |       |       |       |       |       |       |

| Mai | Mai | Mai | Mai | Mai | Mai | Mai | Mai |
| Kw  | Mo  | Di  | Mi  | Do  | Fr  | Sa  | So  |
| --- | --- | --- | --- | --- | --- | --- | --- |
| 18  |     | 1   | 2   | 3   | 4   | 5   | 6   |
| 19  | 7   | 8   | 9   | 10  | 11  | 12  | 13  |
| 20  | 14  | 15  | 16  | 17  | 18  | 19  | 20  |
| 21  | 21  | 22  | 23  | 24  | 25  | 26  | 27  |
| 22  | 28  | 29  | 30  | 31  |     |     |     |

| Juni | Juni | Juni | Juni | Juni | Juni | Juni | Juni |
| Kw   | Mo   | Di   | Mi   | Do   | Fr   | Sa   | So   |
| ---- | ---- | ---- | ---- | ---- | ---- | ---- | ---- |
| 22   |      |      |      |      | 1    | 2    | 3    |
| 23   | 4    | 5    | 6    | 7    | 8    | 9    | 10   |
| 24   | 11   | 12   | 13   | 14   | 15   | 16   | 17   |
| 25   | 18   | 19   | 20   | 21   | 22   | 23   | 24   |
| 26   | 25   | 26   | 27   | 28   | 29   | 30   |      |

| Juli | Juli | Juli | Juli | Juli | Juli | Juli | Juli |
| Kw   | Mo   | Di   | Mi   | Do   | Fr   | Sa   | So   |
| ---- | ---- | ---- | ---- | ---- | ---- | ---- | ---- |
| 26   |      |      |      |      |      |      | 1    |
| 27   | 2    | 3    | 4    | 5    | 6    | 7    | 8    |
| 28   | 9    | 10   | 11   | 12   | 13   | 14   | 15   |
| 29   | 16   | 17   | 18   | 19   | 20   | 21   | 22   |
| 30   | 23   | 24   | 25   | 26   | 27   | 28   | 29   |
| 31   | 30   | 31   |      |      |      |      |      |

| August | August | August | August | August | August | August | August |
| Kw     | Mo     | Di     | Mi     | Do     | Fr     | Sa     | So     |
| ------ | ------ | ------ | ------ | ------ | ------ | ------ | ------ |
| 31     |        |        | 1      | 2      | 3      | 4      | 5      |
| 32     | 6      | 7      | 8      | 9      | 10     | 11     | 12     |
| 33     | 13     | 14     | 15     | 16     | 17     | 18     | 19     |
| 34     | 20     | 21     | 22     | 23     | 24     | 25     | 26     |
| 35     | 27     | 28     | 29     | 30     | 31     |        |        |

| September | September | September | September | September | September | September | September |
| Kw        | Mo        | Di        | Mi        | Do        | Fr        | Sa        | So        |
| --------- | --------- | --------- | --------- | --------- | --------- | --------- | --------- |
| 35        |           |           |           |           |           | 1         | 2         |
| 36        | 3         | 4         | 5         | 6         | 7         | 8         | 9         |
| 37        | 10        | 11        | 12        | 13        | 14        | 15        | 16        |
| 38        | 17        | 18        | 19        | 20        | 21        | 22        | 23        |
| 39        | 24        | 25        | 26        | 27        | 28        | 29        | 30        |

| Oktober | Oktober | Oktober | Oktober | Oktober | Oktober | Oktober | Oktober |
| Kw      | Mo      | Di      | Mi      | Do      | Fr      | Sa      | So      |
| ------- | ------- | ------- | ------- | ------- | ------- | ------- | ------- |
| 40      | 1       | 2       | 3       | 4       | 5       | 6       | 7       |
| 41      | 8       | 9       | 10      | 11      | 12      | 13      | 14      |
| 42      | 15      | 16      | 17      | 18      | 19      | 20      | 21      |
| 43      | 22      | 23      | 24      | 25      | 26      | 27      | 28      |
| 44      | 29      | 30      | 31      |         |         |         |         |

| November | November | November | November | November | November | November | November |
| Kw       | Mo       | Di       | Mi       | Do       | Fr       | Sa       | So       |
| -------- | -------- | -------- | -------- | -------- | -------- | -------- | -------- |
| 44       |          |          |          | 1        | 2        | 3        | 4        |
| 45       | 5        | 6        | 7        | 8        | 9        | 10       | 11       |
| 46       | 12       | 13       | 14       | 15       | 16       | 17       | 18       |
| 47       | 19       | 20       | 21       | 22       | 23       | 24       | 25       |
| 48       | 26       | 27       | 28       | 29       | 30       |          |          |

| Dezember | Dezember | Dezember | Dezember | Dezember | Dezember | Dezember | Dezember |
| Kw       | Mo       | Di       | Mi       | Do       | Fr       | Sa       | So       |
| -------- | -------- | -------- | -------- | -------- | -------- | -------- | -------- |
| 48       |          |          |          |          |          | 1        | 2        |
| 49       | 3        | 4        | 5        | 6        | 7        | 8        | 9        |
| 50       | 10       | 11       | 12       | 13       | 14       | 15       | 16       |
| 51       | 17       | 18       | 19       | 20       | 21       | 22       | 23       |
| 52       | 24       | 25       | 26       | 27       | 28       | 29       | 30       |
| 1        | 31       |          |          |          |          |          |          |

| Januar | Januar | Januar | Januar | Januar | Januar | Januar | Januar |
| Kw     | Mo     | Di     | Mi     | Do     | Fr     | Sa     | So     |
| ------ | ------ | ------ | ------ | ------ | ------ | ------ | ------ |
| 1      | 1      | 2      | 3      | 4      | 5      | 6      | 7      |
| 2      | 8      | 9      | 10     | 11     | 12     | 13     | 14     |
| 3      | 15     | 16     | 17     | 18     | 19     | 20     | 21     |
| 4      | 22     | 23     | 24     | 25     | 26     | 27     | 28     |
| 5      | 29     | 30     | 31     |        |        |        |        |

| Februar | Februar | Februar | Februar | Februar | Februar | Februar | Februar |
| Kw      | Mo      | Di      | Mi      | Do      | Fr      | Sa      | So      |
| ------- | ------- | ------- | ------- | ------- | ------- | ------- | ------- |
| 5       |         |         |         | 1       | 2       | 3       | 4       |
| 6       | 5       | 6       | 7       | 8       | 9       | 10      | 11      |
| 7       | 12      | 13      | 14      | 15      | 16      | 17      | 18      |
| 8       | 19      | 20      | 21      | 22      | 23      | 24      | 25      |
| 9       | 26      | 27      | 28      |         |         |         |         |

| März | März | März | März | März | März | März | März |
| Kw   | Mo   | Di   | Mi   | Do   | Fr   | Sa   | So   |
| ---- | ---- | ---- | ---- | ---- | ---- | ---- | ---- |
| 9    |      |      |      | 1    | 2    | 3    | 4    |
| 10   | 5    | 6    | 7    | 8    | 9    | 10   | 11   |
| 11   | 12   | 13   | 14   | 15   | 16   | 17   | 18   |
| 12   | 19   | 20   | 21   | 22   | 23   | 24   | 25   |
| 13   | 26   | 27   | 28   | 29   | 30   | 31   |      |

| April | April | April | April | April | April | April | April |
| Kw    | Mo    | Di    | Mi    | Do    | Fr    | Sa    | So    |
| ----- | ----- | ----- | ----- | ----- | ----- | ----- | ----- |
| 13    |       |       |       |       |       |       | 1     |
| 14    | 2     | 3     | 4     | 5     | 6     | 7     | 8     |
| 15    | 9     | 10    | 11    | 12    | 13    | 14    | 15    |
| 16    | 16    | 17    | 18    | 19    | 20    | 21    | 22    |
| 17    | 23    | 24    | 25    | 26    | 27    | 28    | 29    |
| 18    | 30    |       |       |       |       |       |       |

| Mai | Mai | Mai | Mai | Mai | Mai | Mai | Mai |
| Kw  | Mo  | Di  | Mi  | Do  | Fr  | Sa  | So  |
| --- | --- | --- | --- | --- | --- | --- | --- |
| 18  |     | 1   | 2   | 3   | 4   | 5   | 6   |
| 19  | 7   | 8   | 9   | 10  | 11  | 12  | 13  |
| 20  | 14  | 15  | 16  | 17  | 18  | 19  | 20  |
| 21  | 21  | 22  | 23  | 24  | 25  | 26  | 27  |
| 22  | 28  | 29  | 30  | 31  |     |     |     |

| Juni | Juni | Juni | Juni | Juni | Juni | Juni | Juni |
| Kw   | Mo   | Di   | Mi   | Do   | Fr   | Sa   | So   |
| ---- | ---- | ---- | ---- | ---- | ---- | ---- | ---- |
| 22   |      |      |      |      | 1    | 2    | 3    |
| 23   | 4    | 5    | 6    | 7    | 8    | 9    | 10   |
| 24   | 11   | 12   | 13   | 14   | 15   | 16   | 17   |
| 25   | 18   | 19   | 20   | 21   | 22   | 23   | 24   |
| 26   | 25   | 26   | 27   | 28   | 29   | 30   |      |

| Juli | Juli | Juli | Juli | Juli | Juli | Juli | Juli |
| Kw   | Mo   | Di   | Mi   | Do   | Fr   | Sa   | So   |
| ---- | ---- | ---- | ---- | ---- | ---- | ---- | ---- |
| 26   |      |      |      |      |      |      | 1    |
| 27   | 2    | 3    | 4    | 5    | 6    | 7    | 8    |
| 28   | 9    | 10   | 11   | 12   | 13   | 14   | 15   |
| 29   | 16   | 17   | 18   | 19   | 20   | 21   | 22   |
| 30   | 23   | 24   | 25   | 26   | 27   | 28   | 29   |
| 31   | 30   | 31   |      |      |      |      |      |

| August | August | August | August | August | August | August | August |
| Kw     | Mo     | Di     | Mi     | Do     | Fr     | Sa     | So     |
| ------ | ------ | ------ | ------ | ------ | ------ | ------ | ------ |
| 31     |        |        | 1      | 2      | 3      | 4      | 5      |
| 32     | 6      | 7      | 8      | 9      | 10     | 11     | 12     |
| 33     | 13     | 14     | 15     | 16     | 17     | 18     | 19     |
| 34     | 20     | 21     | 22     | 23     | 24     | 25     | 26     |
| 35     | 27     | 28     | 29     | 30     | 31     |        |        |

| September | September | September | September | September | September | September | September |
| Kw        | Mo        | Di        | Mi        | Do        | Fr        | Sa        | So        |
| --------- | --------- | --------- | --------- | --------- | --------- | --------- | --------- |
| 35        |           |           |           |           |           | 1         | 2         |
| 36        | 3         | 4         | 5         | 6         | 7         | 8         | 9         |
| 37        | 10        | 11        | 12        | 13        | 14        | 15        | 16        |
| 38        | 17        | 18        | 19        | 20        | 21        | 22        | 23        |
| 39        | 24        | 25        | 26        | 27        | 28        | 29        | 30        |

| Oktober | Oktober | Oktober | Oktober | Oktober | Oktober | Oktober | Oktober |
| Kw      | Mo      | Di      | Mi      | Do      | Fr      | Sa      | So      |
| ------- | ------- | ------- | ------- | ------- | ------- | ------- | ------- |
| 40      | 1       | 2       | 3       | 4       | 5       | 6       | 7       |
| 41      | 8       | 9       | 10      | 11      | 12      | 13      | 14      |
| 42      | 15      | 16      | 17      | 18      | 19      | 20      | 21      |
| 43      | 22      | 23      | 24      | 25      | 26      | 27      | 28      |
| 44      | 29      | 30      | 31      |         |         |         |         |

| November | November | November | November | November | November | November | November |
| Kw       | Mo       | Di       | Mi       | Do       | Fr       | Sa       | So       |
| -------- | -------- | -------- | -------- | -------- | -------- | -------- | -------- |
| 44       |          |          |          | 1        | 2        | 3        | 4        |
| 45       | 5        | 6        | 7        | 8        | 9        | 10       | 11       |
| 46       | 12       | 13       | 14       | 15       | 16       | 17       | 18       |
| 47       | 19       | 20       | 21       | 22       | 23       | 24       | 25       |
| 48       | 26       | 27       | 28       | 29       | 30       |          |          |

| Dezember | Dezember | Dezember | Dezember | Dezember | Dezember | Dezember | Dezember |
| Kw       | Mo       | Di       | Mi       | Do       | Fr       | Sa       | So       |
| -------- | -------- | -------- | -------- | -------- | -------- | -------- | -------- |
| 48       |          |          |          |          |          | 1        | 2        |
| 49       | 3        | 4        | 5        | 6        | 7        | 8        | 9        |
| 50       | 10       | 11       | 12       | 13       | 14       | 15       | 16       |
| 51       | 17       | 18       | 19       | 20       | 21       | 22       | 23       |
| 52       | 24       | 25       | 26       | 27       | 28       | 29       | 30       |
| 1        | 31       |          |          |          |          |          |          |

## Ereignisse

### Politik und Weltgeschehen

#### Frankreich

Frankreich unter Franz I.

Nach längerer Krankheit stirbt der französische König Ludwig XII., der letzte Angehörige des Hauses Valois-Orléans ohne männlichen Nachkommen am 1. Januar. Sein Nachfolger wird Franz I., ein entfernter Cousin aus dem Haus Valois, der einzige Sohn von Charles de Valois, comte d’Angoulême und Luise von Savoyen, der am 25. Januar in der Kathedrale von Reims von Erzbischof Robert I. de Lenoncourt gesalbt und gekrönt wird. Franz I. beendet innenpolitisch die Zeit der Loire-Könige und beginnt mittels Zentralisierungen mit dem Aufbau des Absolutismus in Frankreich.
- 24. März: Im Vertrag von Paris wird eine künftige Verlobung des knapp 15-jährigen spanischen Infanten Carlos, gleichzeitig Graf von Flandern, der am 5. Januar auf Wunsch der niederländischen Generalstaaten für volljährig erklärt worden ist, mit Prinzessin Renée de France, der vierjährigen Tochter von König Ludwig XII. und von Anne de Bretagne, vereinbart.

#### Mailänderkriege und Alte Eidgenossenschaft
- Januar: Giuliano di Lorenzo de’ Medici, Stadtherr von Florenz, ehelicht Philippa von Savoyen, eine Tante des französischen Königs François I., und wird damit Herzog von Nemours. Im gleichen Jahr erkrankt er jedoch schwer und wird fortan in allen Angelegenheiten durch seinen Neffen Lorenzo di Piero de’ Medici vertreten.
- 7. September: Ottaviano di Campofregoso muss die Oberherrschaft Frankreichs über die Republik Genua anerkennen. Sein Doganat endet damit, er wird jedoch von Frankreich am 20. November zum Statthalter der Seerepublik ernannt. Sein Gegenspieler Antoniotto Adorno, bislang Verbündeter Frankreichs, wechselt daraufhin die Seiten und paktiert mit dem spanischen König Karl I. aus dem Haus Habsburg.

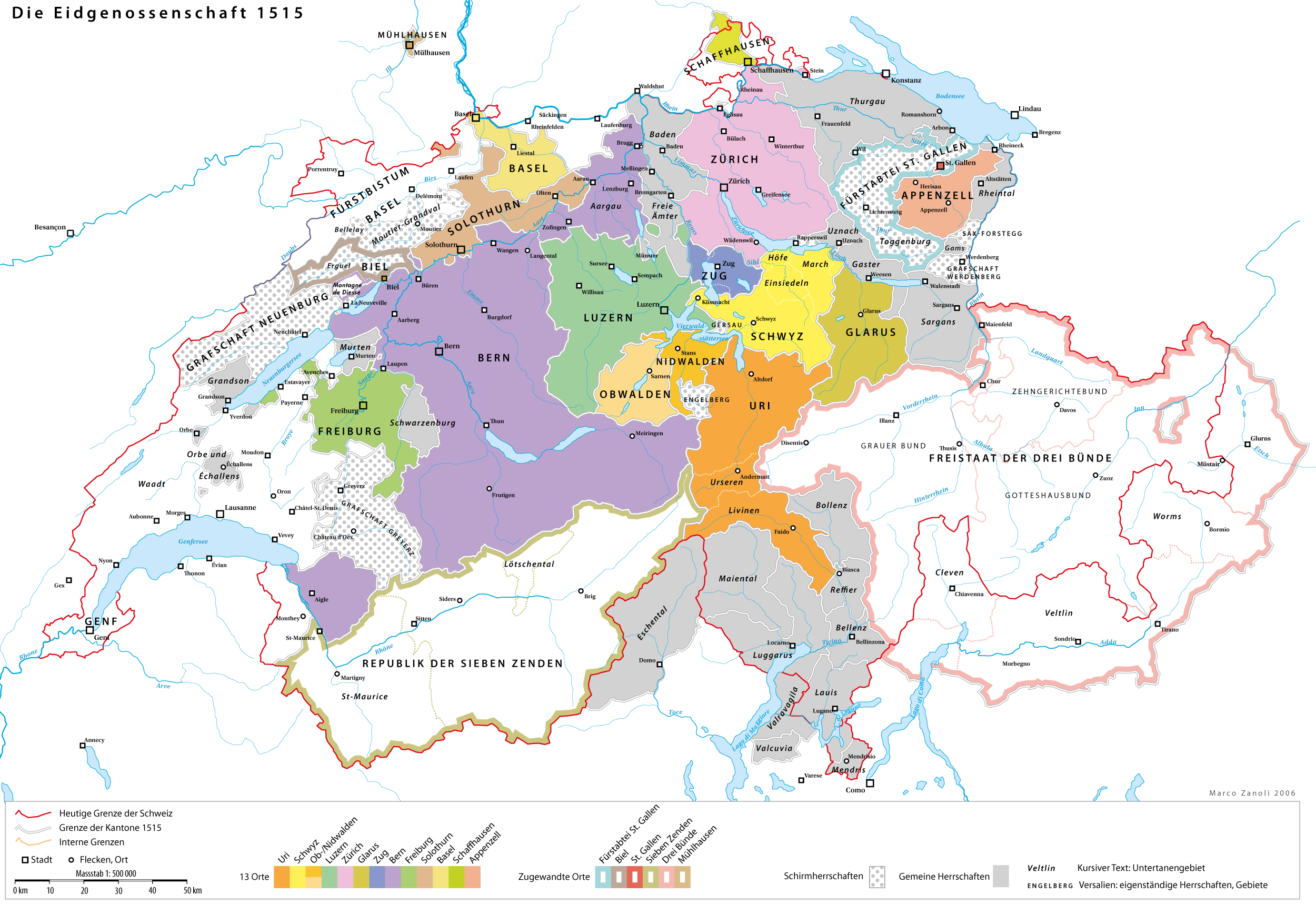
Die Eidgenossenschaft 1515

- Die Franzosen unter Franz I. siegen am 13. September im Bündnis mit der Republik Venedig über die Eidgenossen in der Schlacht bei Marignano in Norditalien. Daraufhin beenden die Eidgenossen ihre Eroberungspolitik um das Herzogtum Mailand und erklären sich am folgenden Tag „auf ewig“ für neutral.
- Nachdem sich die eidgenössischen Einheiten zurückgezogen haben, fällt Mailand am 4. Oktober kampflos in französische Hände. Am nächsten Tag dankt Massimiliano Sforza als Herzog von Mailand ab. Er muss nach Frankreich ins Exil gehen, wo er eine jährliche Rente von 30.000 Dukaten erhält. Charles III. de Bourbon-Montpensier wird zum Connétable von Frankreich erhoben und als Statthalter in Mailand eingesetzt. Drei Tage später vermittelt Herzog Karl III. von Savoyen den Frieden von Genf zwischen Frankreich und der Eidgenossenschaft, dieser wird jedoch von den Orten Uri, Schwyz, Zürich, Basel und Schaffhausen abgelehnt.
- Dezember: In Zürich brechen im Anschluss an die Niederlage bei Marignano soziale Unruhen aus, der sogenannte Lebkuchenkrieg. Aufgebrachte Bewohner der Zürcher Landschaft, unter ihnen wohl auch aus Norditalien zurückgekehrte Reisläufer, dringen in die Stadt ein. Die aufgebrachte Menge plündert die Geschäfte und Marktstände gegenüber dem Zürcher Rathaus, in welchen unter anderem Süssigkeiten und Lebkuchen verkauft werden, und besetzt den Marktplatz. Die Unruhen können erst durch die exemplarische Hinrichtung einiger der vom Rat für die Verluste in Marignano zu Sündenböcken gestempelten Söldnerführer und Zugeständnisse im Mailänderbrief für einige wenige Jahre unterdrückt werden.
- Mülhausen tritt aus dem elsässischen Zehnstädtebund aus und wird zugewandter Ort der Alten Eidgenossenschaft.

#### Wiener Fürstentag

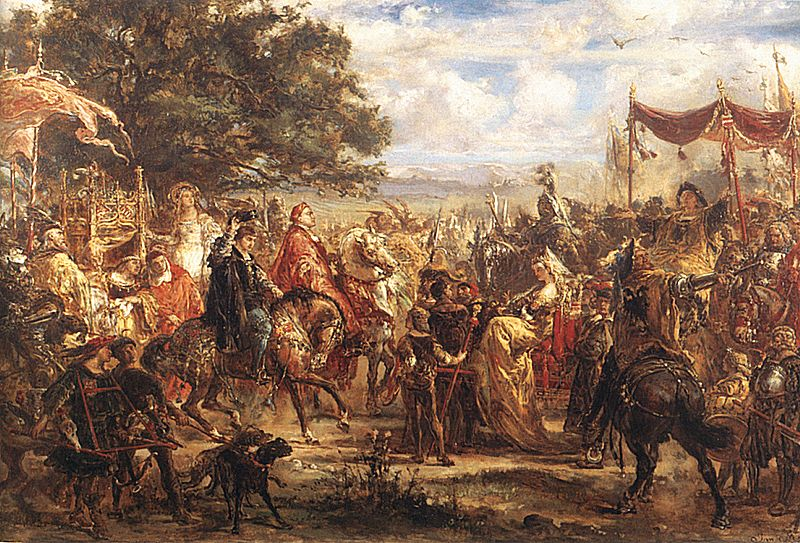
Der Wiener Fürstentag (Historiengemälde von Jan Matejko, 1879)

- 17. Juli: Der Wiener Fürstentag, auch bekannt als Erster Wiener Kongress, beginnt. Kaiser Maximilian, König Vladislav II. von Böhmen, Kroatien und Ungarn und dessen Bruder Sigismund I. von Polen ziehen unter dem Jubel der Bevölkerung in Wien ein.
- 22. Juli: Im Wiener Stephansdom findet die von Maximilian und Vladislav arrangierte Wiener Doppelhochzeit von Maximilians Enkelkindern Maria mit Vladislavs Sohn Ludwig und Ferdinand mit Vladislavs Tochter Anna statt, wobei Maximilian die Stellvertretung für den abwesenden Ferdinand übernimmt. Das anschließende Hochzeitsfest dauert bis zum 29. Juli.
- 3. August: Die drei Herrscher besiegeln einen offiziellen Freundschaftsvertrag.

#### Windischer Bauernaufstand
- März bis August: Von Gottschee ausgehend breitet sich der gegen neueingeführte Rechtsgrundsätze in der slowenischen Untersteiermark gerichtete Windische Bauernaufstand von Krain bis Kärnten und in die Steiermark aus. Den Bauern gelingt es, zahlreiche Burgen einzunehmen oder zu zerstören. Der Adel muss sich in einige große Städte zurückziehen. Mit Hilfe eines Söldnerheers und Unterstützung durch das kaiserliche Heer wird der Aufstand nach Gefechten bei Gonobitz und Cilli schließlich niedergeschlagen. Die Führer des Aufstandes werden hingerichtet, allein in Graz 161. Zur Beseitigung der Schäden werden den Bauern zusätzliche Steuern und Arbeitspflichten auferlegt.

#### Weitere Ereignisse im Heiligen Römischen Reich
- 14. März: Hermann V. von Wied wird vom Domkapitel als Nachfolger des am 12. Februar verstorbenen Philipp II. von Daun zum Erzbischof und Kurfürsten von Köln gewählt. Die Bestätigung durch Papst Leo X. erfolgt am 26. Juni unter der Auflage der noch durchzuführenden Priester- und Bischofsweihe.

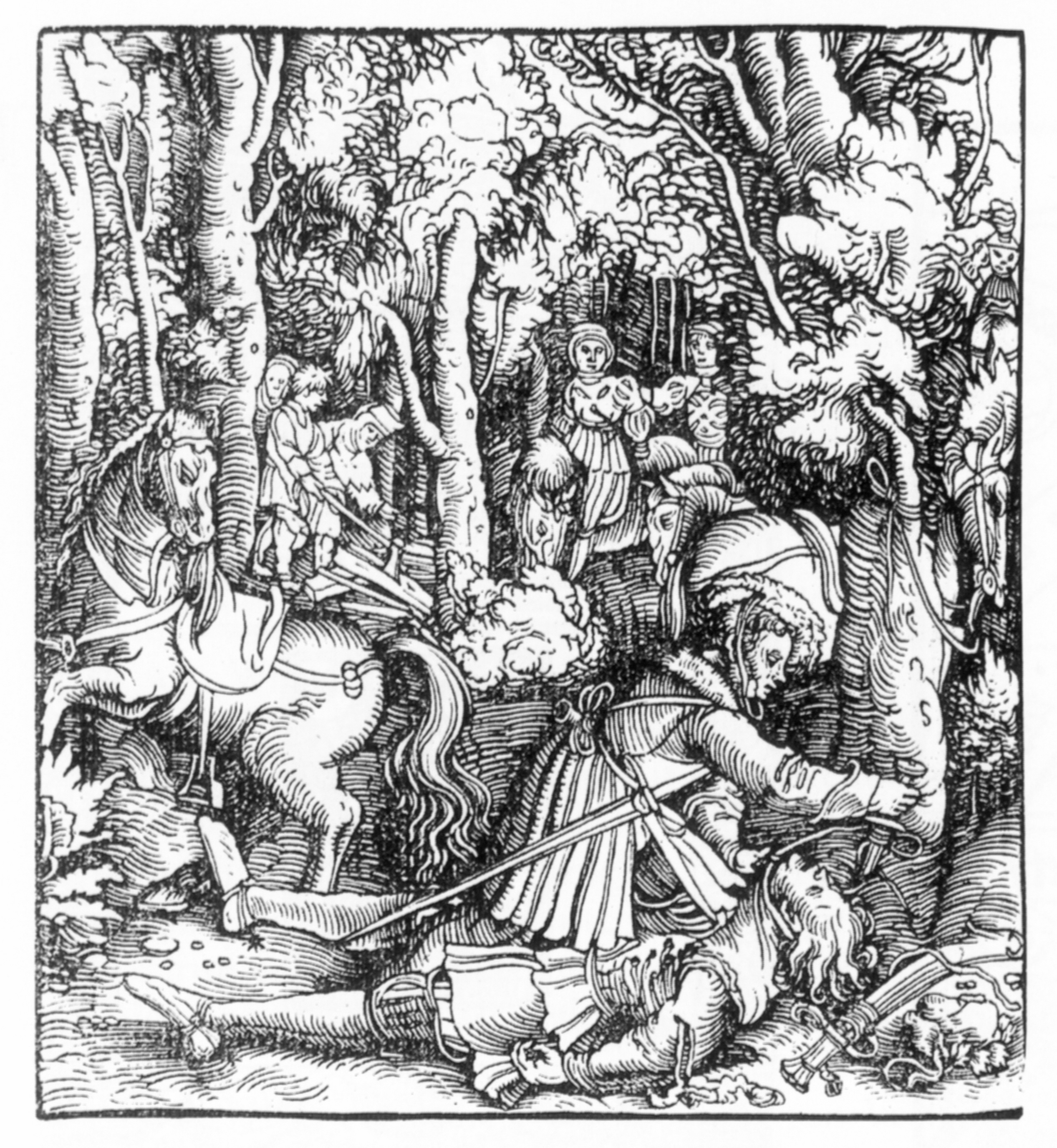
Ulrich von Württemberg ermordet Hans von Hutten

- 6. Mai: Der württembergische Stallmeister Hans von Hutten bittet um die Entlassung aus dem Dienst von Herzog Ulrich, nachdem seine Heirat mit der heimlichen Geliebten des Herzogs einen Bruch zwischen den beiden herbeigeführt hat. Ulrich lädt ihn daraufhin unter dem Vorwand einer Versöhnung zur Jagd im Schönbuch ein, wo er ihn am 7. Mai eigenhändig ermordet. Dies führt dazu, dass sich mehrere Grafen und Edelleute von ihm lossagen und auch seine Frau Sabina von Bayern, die am 12. Mai den gemeinsamen Sohn Christoph zur Welt gebracht hat, offen in Opposition zu ihrem Mann geht. Auf dem Landtag in Stuttgart am 1. Juli, auf dem auch aus anderen Gründen eine Ablösung Herzog Ulrichs diskutiert wird, bringt sie mehrere Beschwerden gegen ihren Gatten vor und flieht im Anschluss in ihr heimatliches München. Hans’ Bruder Ulrich von Hutten strengt überdies einen Prozess bei Kaiser Maximilian an.
- 19. Mai: Georg der Bärtige, Herzog des albertinischen Sachsens sowie Herzog von Sagan, veräußert Friesland für 100.000 Rheinische Gulden an das Haus Habsburg. In der Sächsischen Fehde wendet sich das Blatt inzwischen zugunsten des Grafen Edzard I. Die Burg Großsander wird von ihm zurückerobert, während sein Gefolgsmann Fulf von Kniphausen die Festungsanlage Gutzwarden in Butjadingen einnehmen kann.

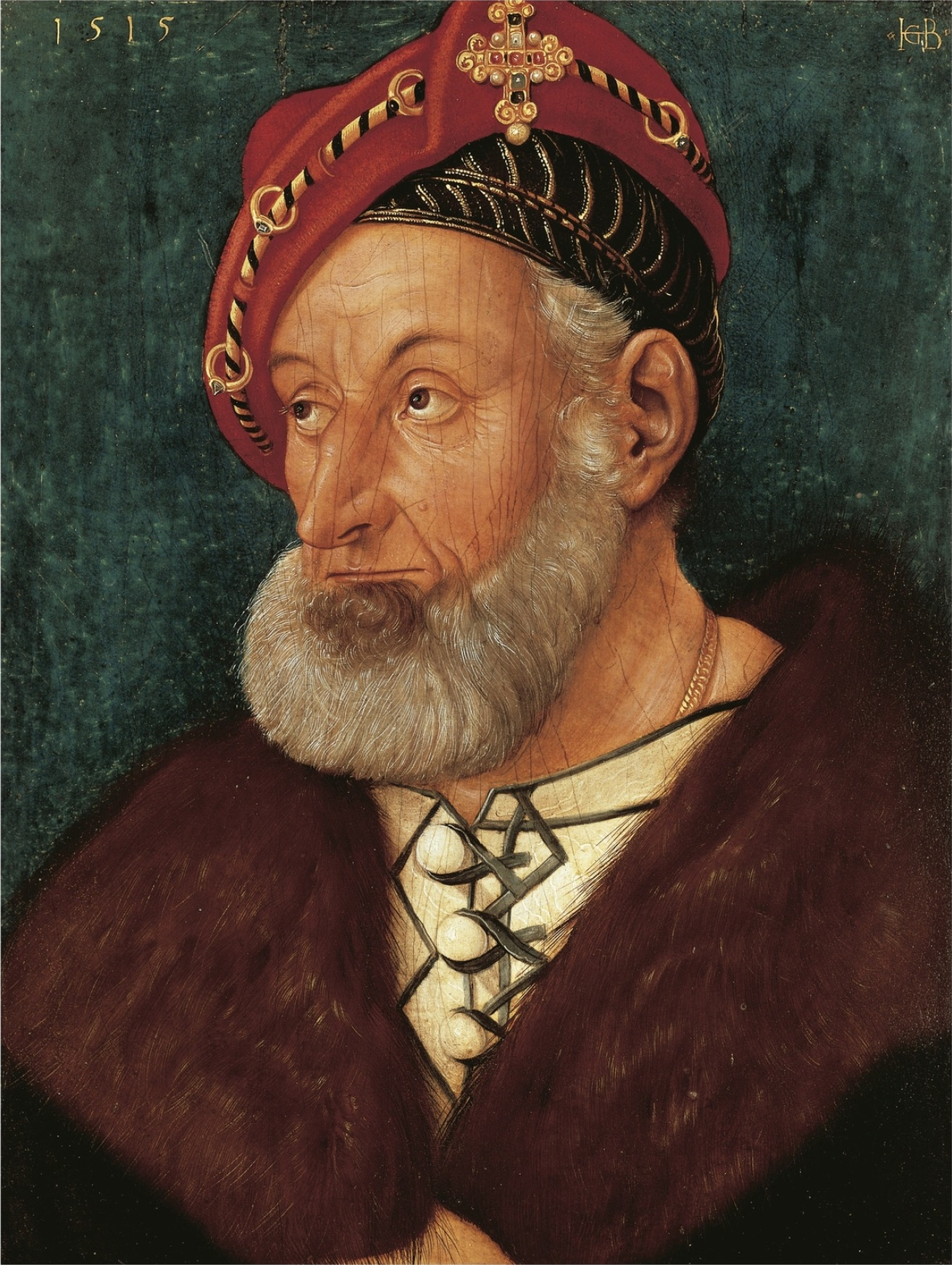
Christoph I.

- Markgraf Christoph I. teilt die Markgrafschaft Baden unter seine drei Söhne Bernhard, Philipp und Ernst auf. Erst 1771 wird das Land per Erbschaftsvertrag unter Markgraf Karl Friedrich wieder vereinigt.

#### Weitere Ereignisse in Europa
- Nach dem Tod seines Vaters Meñli I. Giray wird Mehmed I. Giray Khan der Krim.

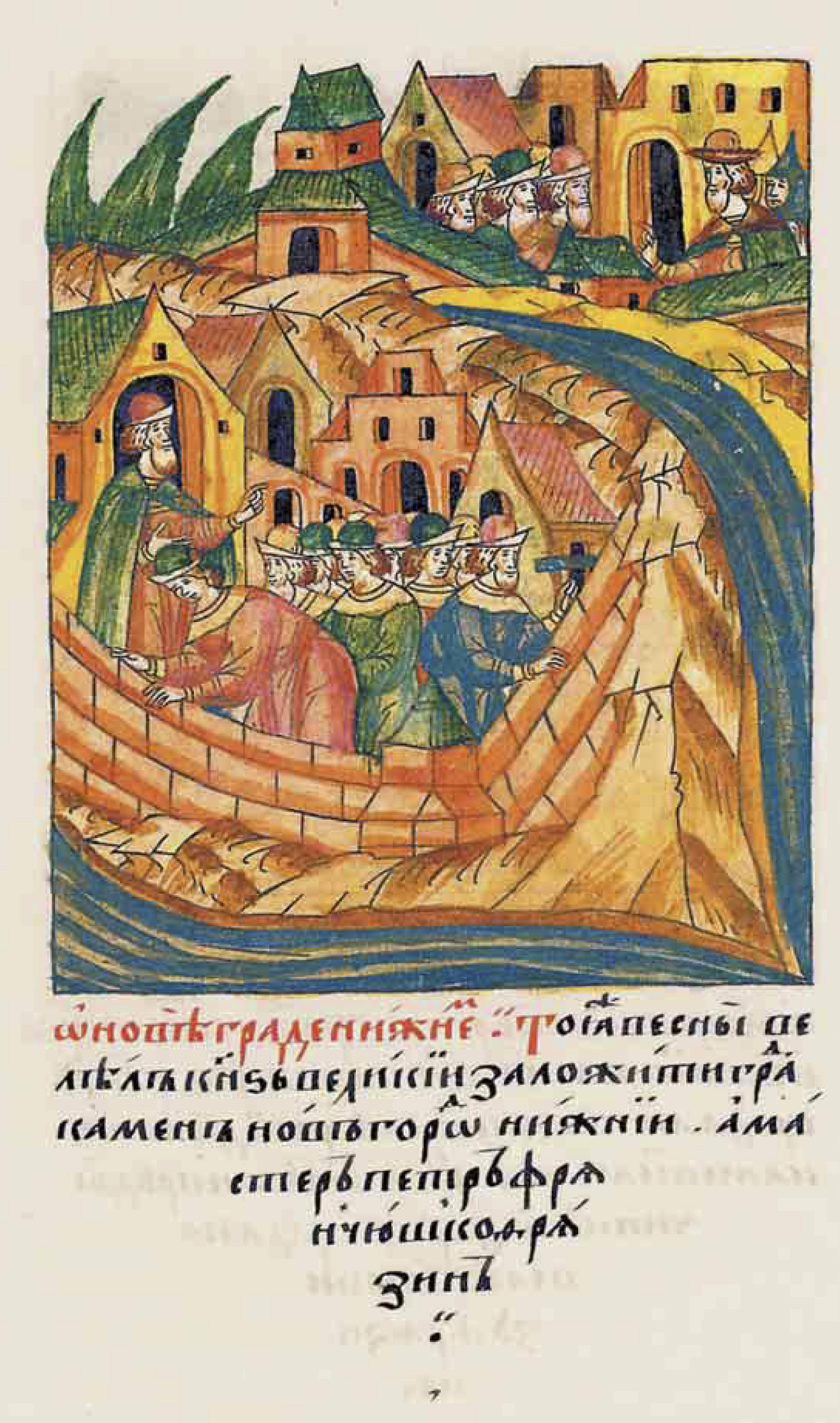
Darstellung des Nischni Nowgoroder Kremls im 16. Jh.

- um 1515: Der Nischni Nowgoroder Kreml wird fertiggestellt.

#### Nordafrika
Als der Emir von Algier den Korsaren Arudsch um Hilfe im Kampf gegen die Spanier bittet, vertreibt dieser die Spanier aus Algerien, ermordet jedoch wenig später den Emir und ernennt sich selbst zum neuen Herrscher des Barbareskenstaates. Er unterwirft auch die Nachbargebiete, wobei er mit Spanien in den Kampf um Tlemcen gerät.

#### Westafrika
Das Songhaireich/Gao-Reich erobert die Stadt Agadez und damitt das Sultanat Aïr. In dieser Zeit hat die Stadt etwa 30.000 Einwohner und entwickelt sich zu einem unumgehbaren Zwischenstopp für Karawanen auf den Routen zwischen Timbuktu und Kano einerseits sowie zwischen den Hausastaaten und den Oasen von Ghat und Ghadames im Norden der Wüste andererseits. Dadurch bedingt erfährt der gesamte Landstrich eine Blütezeit.

#### Portugiesisches Kolonialreich

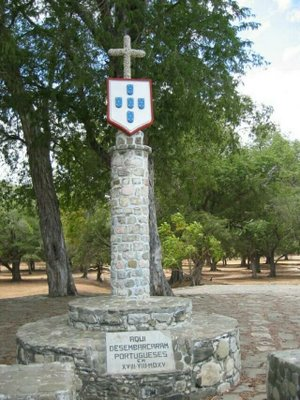
Ein Padrão markiert den ersten Landungsort der Portugiesen auf Timor

Spätestens 1515, am 18. August, landen portugiesische Seefahrer in der Nähe des heutigen Lifau erstmals auf Timor. Ihnen folgen noch im gleichen Jahr die ersten Dominikaner als Missionare.
Dem Gouverneur von Portugiesisch-Indien, Afonso de Albuquerque, gelingt die Eroberung der Insel Hormuz im Persischen Golf. Die gleichnamige Stadt an der Nordküste wird in den nächsten Jahren zur Festung ausgebaut und wird so einer der wichtigsten Handelsplätze am Arabischen Meer und eine der reichsten Handelsstädte der Erde. Trotz seiner Erfolge wird Albuquerque nach einer Intrige am portugiesischen Königshof das Vertrauen entzogen und er als Gouverneur abgesetzt. Als Nachfolger wird Lopo Soares de Albergaria ernannt. Nur wenige Tage nachdem er von seiner Absetzung erfahren hat, stirbt Afonso de Albuquerque am 16. Dezember auf dem Rückweg von Hormuz nach Goa.
Portugiesische Einheiten Algarve jenseits des Meeres bauen ein Fort auf den Ruinen der Stadt Anfa an der marokkanischen Küste. Die sich um die Festung entwickelnde Ortschaft nennen sie Casabranca. Ein gemeinsamer Überfall der Gouverneure von Safi und Azemmour auf Marrakesch scheitert aufgrund der unerwartet heftigen Gegenwehr der Bevölkerung.

#### Spanische Conquista in Südamerika und der Karibik
- zwischen 1513 und 1515: Die spanischen Eroberer verschleppen die letzten Indianer vom Stamm der Arawak von den islas inútiles (nutzlosen Inseln) als Sklaven nach Hispaniola, woraufhin die beiden Inseln Bonaire und Curaçao entvölkert zurückbleiben.
- 25. August 1514 oder 1515: Gouverneur Diego Velázquez de Cuéllar gründet an der Südküste Kubas den Ort Havanna, der wegen der herrschenden Mückenplage aber nach wenigen Jahren nach Norden verlegt werden muss.
- Juli: Der spanische König Ferdinand II. ernennt den Conquistador Vasco Núñez de Balboa, der wegen Intrigen am spanischen Hof als Gouverneur von Darién im Jahr 1513 abgelöst worden ist, zum Generalkapitän der Provinzen Coiba und Panamá und zum Gouverneur der Südsee, nachdem er von dessen Entdeckungsreise an den Pazifik erfahren hat. Balboa macht in den folgenden Jahren noch einige Entdeckungen entlang der Küste von Panama, aber das Verhältnis zu seinem Schwiegervater Pedro Arias Dávila, dem neuen Gouverneur von Darién, wird immer schlechter.
- Spanische Brüder des Franziskanerordens gründen die Stadt Cumaná im heutigen Venezuela als erste ständige Siedlung von Europäern in Südamerika. Bereits am 3. Oktober erlebt die Siedlung den ersten von mehreren schweren Angriffen durch benachbarte Stämme, bei dem die Siedlung zerstört und zahlreiche Bewohner getötet werden.
- 8. Oktober: Juan Díaz de Solís, piloto mayor in der spanischen Casa de Contratación, sticht mit drei Karavellen von der spanischen Stadt Sanlúcar de Barrameda aus in See, um den Süden des amerikanischen Kontinents zu erkunden und eine Westpassage nach Indien zu finden. Er segelt die Ostküste Südamerikas entlang bis zum Río de la Plata.

#### Aztekenreich

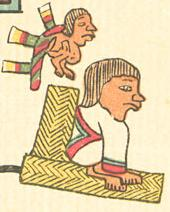
Nezahualpilli, aus dem Codex Telleriano-Remensis

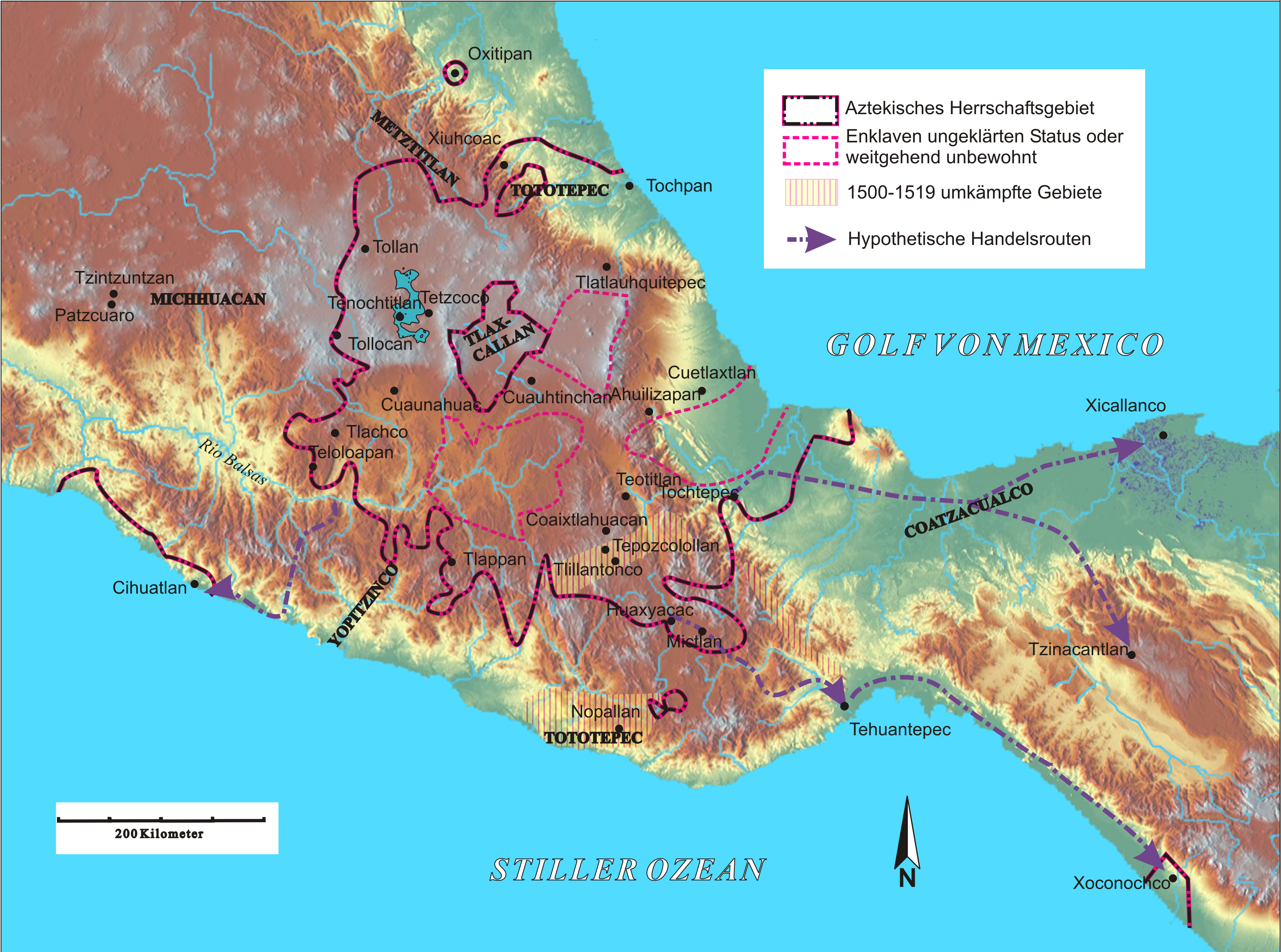
Ausdehnung des aztekischen Herrschaftsgebietes zu Anfang des 16. Jahrhunderts

Nezahualpilli, Tlatoani des aztekischen Stadtstaates Texcoco, stirbt. Da er mehrere Söhne hinterlässt, greift Moctezuma, der Herrscher von Tenochtitlán, aus politischem Kalkül in die Thronfolge ein und verhilft Cacamatzin auf den Thron. Er löst damit einen Krieg mit dessen Bruder Ixtlilxochitl aus, der Cacamatzin nicht als Herrscher anerkennt. Er geht mit seinen Getreuen in die Berge und kämpft gegen Cacamatzin und somit auch gegen Moctezuma. Diese Konkurrenzsituation begünstigt 1519 die spanische Eroberung Mexikos.

### Wirtschaft
An der Wupper und an Bächen im Gebiet von Solingen existieren erste Schleifkotten: die Grundlage der weltberühmten Besteck-, Klingen-, Messer- und Schwert-Industrie; erste strenge Arbeitsteilung, Vorläufer heutiger industrieller Workflows.

### Wissenschaft und Technik
- Johann Schöner veröffentlicht seinen Globus mit der Terra Australis.
- Die erste gedruckte Version der Weltchronik Chronica sive Historia de duabus civitatibus von Otto von Freising erscheint.
- Johannes Stabius gibt gemeinsam mit Albrecht Dürer eine Weltkarte und Sternkarten heraus.

### Kultur
| Kultur | Kultur |
| --- | ------ |
| - Cinquecento in Italien - Renaissance - Hochrenaissance in Italien - Frührenaissance im deutschsprachigen Raum - Spätgotik - Manuelinik in Portugal - Isabellinischer Stil und Plateresker Stil in Spanien |        |

#### Das Nashorn

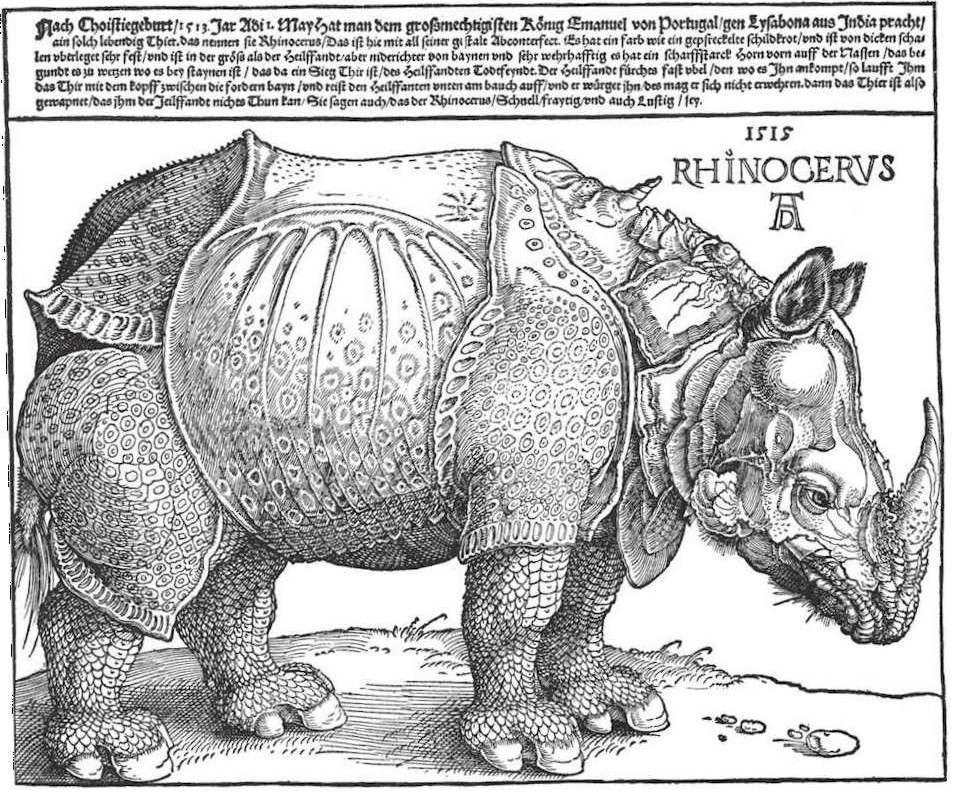
Dürer – Rhinocerus

Erstmals seit dem 3. Jahrhundert setzt am 20. Mai in Lissabon ein Nashorn, Geschenk des Vertreters der portugiesischen Krone in Indien, Afonso de Albuquerque, an König Manuel I., seinen Fuß auf europäischen Boden. Das exotische Tier wird in der Menagerie König Manuels im Ribeira-Palast in Lissabon untergebracht. Am 3. Juni lässt Manuel I. einen jungen Elefanten und das Nashorn aufeinander treffen, um den Bericht von Plinius dem Älteren zu überprüfen, dass Elefanten und Nashörner erbitterte Gegner seien. Unter den Augen einer großen und lauten Menschenmenge, die sich versammelt hat, um diesem Spektakel beizuwohnen, flieht der junge Elefant jedoch, verwirrt vom Getöse der ungewohnten Menschenmenge, in Panik vom Kampffeld, bevor es zu einer Auseinandersetzung zwischen den beiden Tieren kommt.

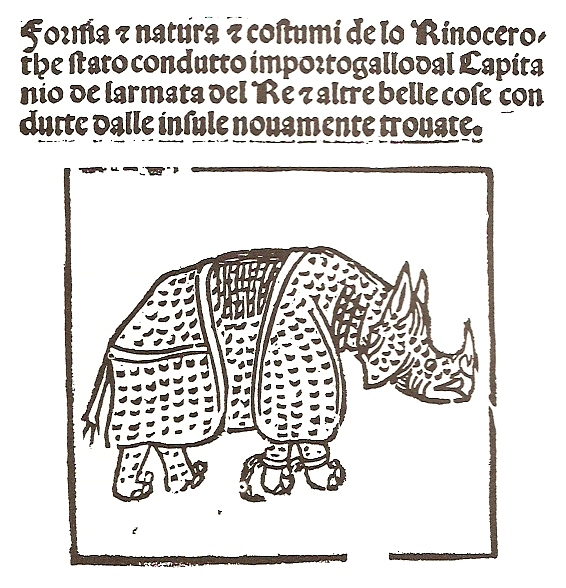
Penni – Nashorn, Holzschnitt auf einer Flugschrift

Das Nashorn bleibt bis Ende des Jahres Bestandteil der Menagerie von Manuel I., dann wird es als Geschenk an den Medici-Papst Leo X. weitergereicht. Das Nashorn von Lissabon ist bereits vor seiner Reise nach Rom dort bekannt. Der Florentiner Arzt und Dichter Giovanni Giacomo Penni hat schon kurz nach dem Eintreffen des Tiers in Lissabon einen Traktat in Versen mit dem Titel Forma e natura e costumi de lo Rinoceronte verfasst, der im Juli in Rom erscheint. Im Dezember wird das Nashorn zusammen mit anderen wertvollen Geschenken per Schiff auf die Reise nach Rom geschickt, wo es jedoch nicht lebend ankommt.
Mehrere Künstler setzen dem Tier im gleichen Jahr ein Denkmal, unter ihnen Albrecht Dürer mit seinem Holzschnitt Rhinocerus, weiters Hans Burgkmair. Sogar im Gebetbuch Maximilians I. ist eine Abbildung zu finden.

#### Architektur und Bildende Kunst

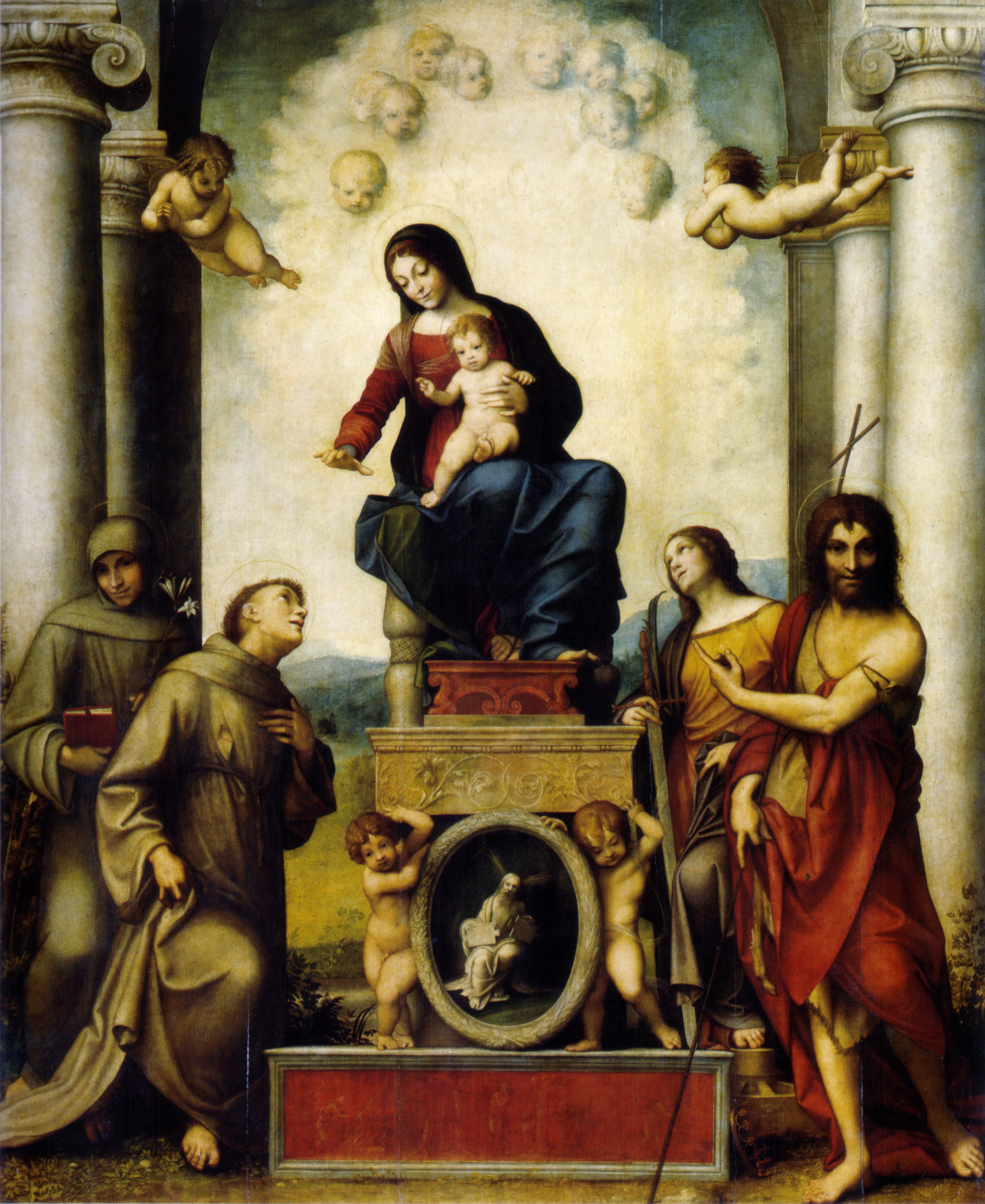
Die Madonna des Heiligen Franziskus

- Antonio da Correggio vollendet in seinem Heimatort Correggio das Altarbild Die Madonna des heiligen Franziskus. Er übergibt es am 4. April seinen Auftraggebern, den Mönchen des Minoritenklosters.
- Der portugiesische König Manuel I. gibt den Bau des Torre de Belém in Auftrag.

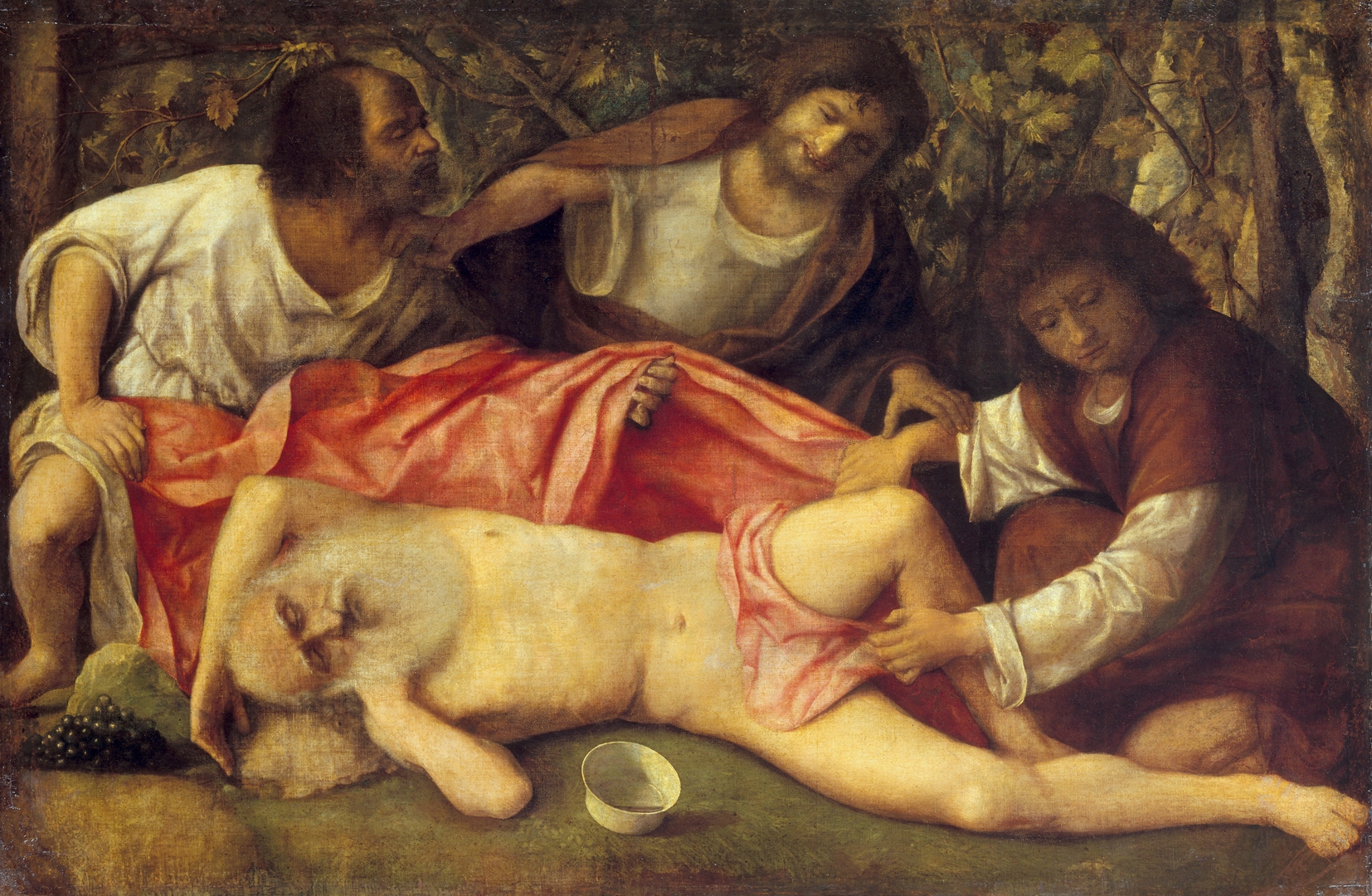
Bellini: Die Trunkenheit Noahs

- um 1515: Giovanni Bellini fertigt in Öl auf Leinwand das Gemälde Die Trunkenheit Noahs.

### Gesellschaft

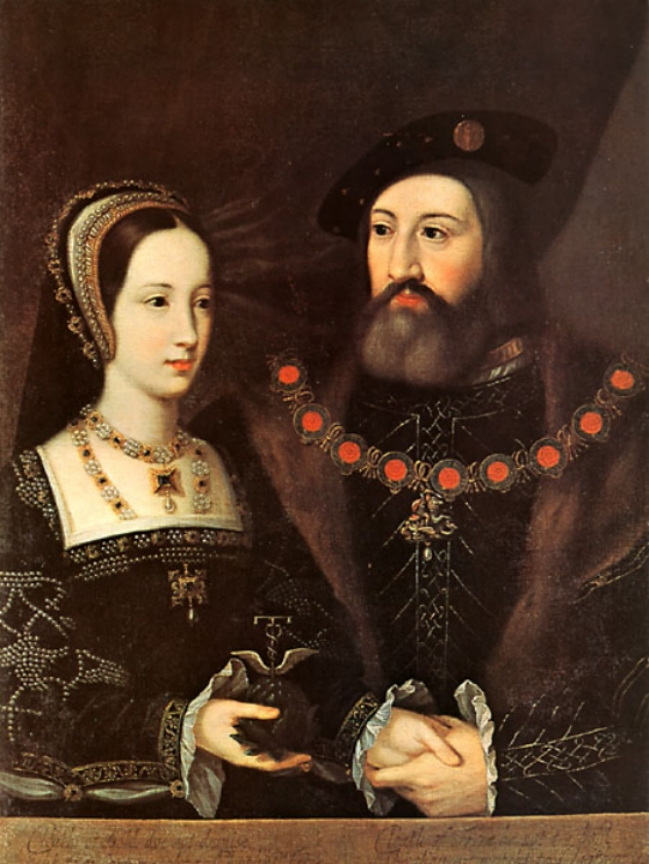
Hochzeitsbildnis von Charles Brandon und Mary Tudor

- 13. Mai: Die seit vier Monaten verwitwete 18-jährige französische Königin Mary Tudor, die Schwester Heinrichs VIII., heiratet offiziell Charles Brandon, 1. Duke of Suffolk in Greenwich Palace in Anwesenheit des Königspaares. Eine erste heimliche Hochzeit zwischen den beiden hat bereits im Februar stattgefunden. Obwohl Brandon nun offiziell der Schwager des Königs ist, muss er sich nach wie vor dem Hofprotokoll unterwerfen und seiner Frau bei feierlichen Anlässen den Vortritt bei Hofe überlassen.
- 12. August: König Christian II. von Dänemark und Norwegen heiratet in Kopenhagen Isabella von Österreich, Infantin von Spanien und Erzherzogin von Österreich. Die Beziehung zu seiner Geliebten Dyveke Sigbritsdatter setzt er inzwischen fort.

### Religion
- 14. Februar: Giulio de’ Medici, Cousin Papst Leos X. und zu diesem Zeitpunkt bereits Erzbischof von Florenz und Bischof von Albia, wird Nachfolger des Ende des Vorjahres gestorbenen Guillaume Briçonnet als Erzbischof von Narbonne.
- 21. Mai: Papst Leo X. erhebt das Bistum Turin zu einem Erzbistum mit Sitz eines Metropoliten.
- Anfang Oktober: Die Dunkelmännerbriefe werden anonym publiziert.
- Der Bau des im spätgotischen Stil errichteten St.-Annen-Klosters in Lübeck wird nach rund 13-jähriger Bauzeit fertiggestellt.
- Das Kloster Marienburg an der Mosel wird aufgelöst und in eine Befestigungsanlage umgewandelt.

### Katastrophen
- 20. Mai: Der nach dem Bergsturz Buzza di Biasca im Jahr 1513 entstandene Gerölldamm bricht unter dem Druck von Wassermassen eines vom Brenno gebildeten Sees. Die Überschwemmung erreicht die Magadinoebene sowie den Lago Maggiore und zerstört die Infrastruktur im oberen Tessin nachhaltig.

## Geboren

### Geburtsdatum gesichert

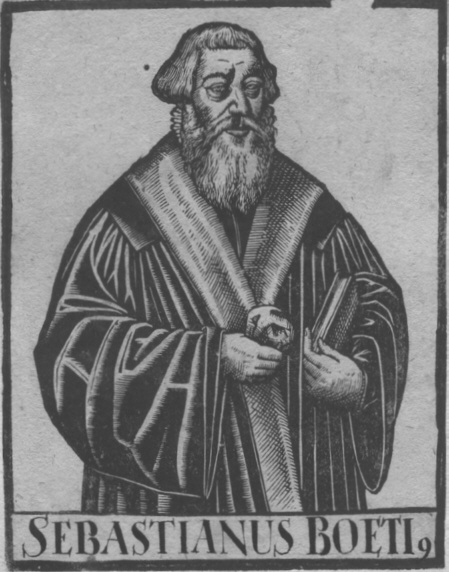
Sebastian Boetius

- 19. Januar: Sebastian Boetius, deutscher evangelischer Theologe († 1573)
- 25. Januar: Christoph Preuss von Springenberg, ungarischer Dichter und Rhetoriker († 1590)
- 04. Februar: Mikołaj Radziwiłł Czarny, litauischer Adeliger, Beamter und Staatsmann († 1565)
- 05. Februar: Juraj Drašković von Trakošćan, Kardinal, Erzbischof von Kalocsa, Bischof von Agram, Fünfkirchen und Raab sowie Ban von Kroatien († 1587)
- 14. Februar: Friedrich III., Kurfürst von der Pfalz († 1576)
- 18. Februar: Valerius Cordus, deutscher Botaniker, Arzt, Pharmakologe und Naturforscher († 1544)
- 24. Februar: Christoph Tode, Bürgermeister der Stadt Lübeck († 1579)
- 10. März: Injong, König der Joseon-Dynastie in Korea († 1545)
- 12. März: Caspar Othmayr, deutscher Priester, Theologe und Komponist († 1553)
- 28. März: Teresa von Ávila, spanische Nonne, Kirchenlehrerin und Heilige († 1582)
- 04. April: Ambrosius Lobwasser, deutscher Schriftsteller († 1585)
- 02. Mai: Sibylle von Sachsen, Herzogin von Sachsen-Lauenburg († 1592)
- 12. Mai: Christoph, Herzog von Württemberg († 1568)
- 13. Mai: Johann Stigel, deutscher Poet und Rhetoriker († 1562)
- 15. Juni: Anne Parr, Countess of Pembroke, englische Hofdame († 1552)
- 04. Juli: Eleonora d’Este, italienische Adelige († 1575)
- 10. Juli: Francisco de Toledo, spanischer Heerführer und Vizekönig von Peru († 1582)
- 14. Juli: Philipp I., Herzog von Pommern-Wolgast († 1560)
- 21. Juli: Philipp Neri, römischer Heiliger und Gründer des Oratoriums († 1595)
- 09. August: William Pole, englischer Politiker († 1587)
- 08. September: Alfonso Salmerón, spanischer Jesuit, Prediger und Theologe († 1585)
- 22. September: Anna von Kleve, deutsche Adelige, Ehefrau des englischen Königs Heinrich VIII. († 1557)
- 04. Oktober: Lucas Cranach der Jüngere, deutscher Maler und Graphiker († 1586)
- 08. Oktober: Margaret Douglas, englische katholische Adelige († 1578)
- 15. Oktober: Leone Strozzi, Diplomat des Malteserordens in Konstantinopel und Admiral der französischen Marine († 1554)
- 29. Oktober: Vincenzo Borghini, italienischer Humanist, Schriftsteller und Kleriker († 1580)

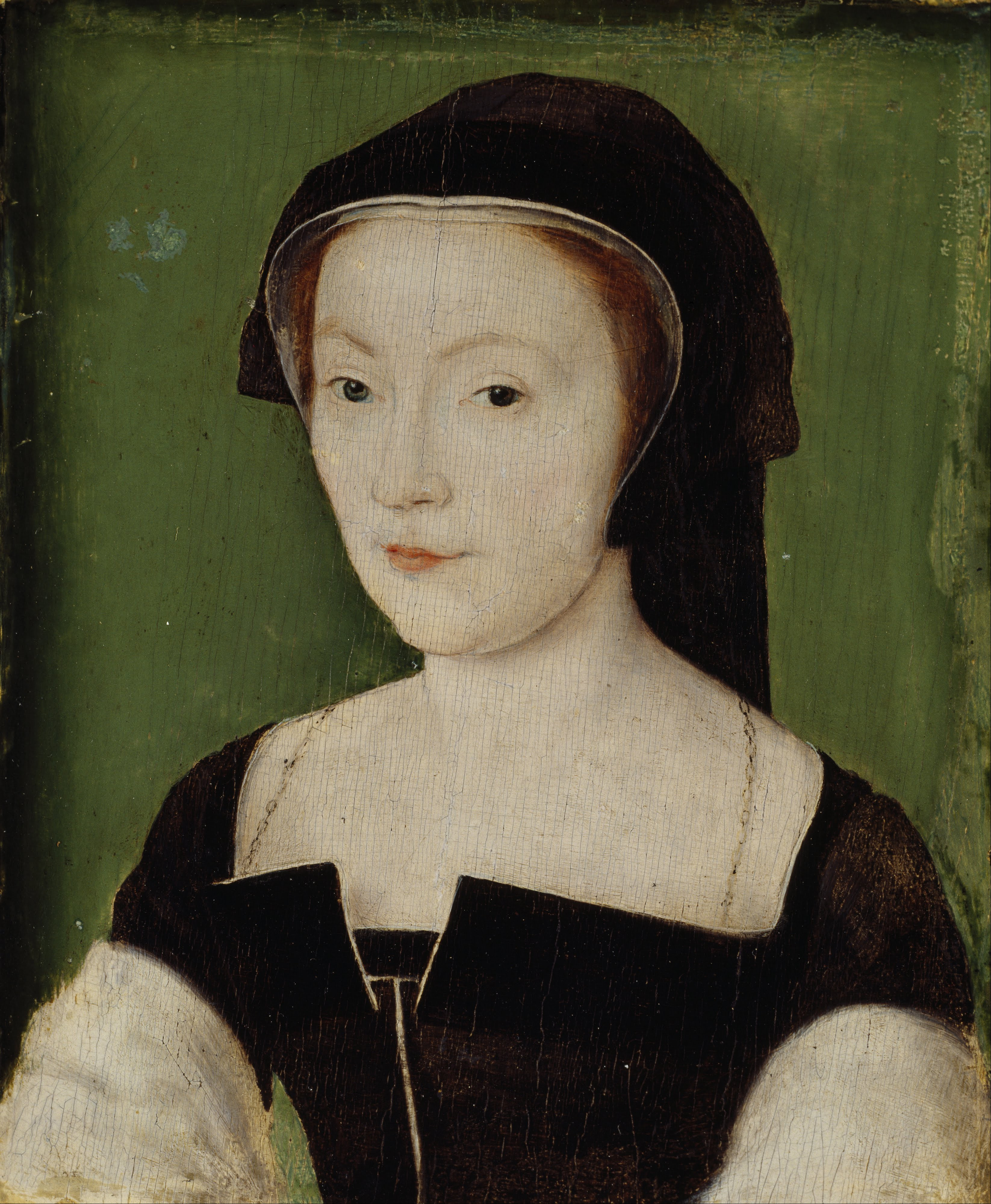
Marie de Guise

- 22. November: Marie de Guise, französische Adelige, Königin von Schottland († 1560)
- 15. Dezember: Maria von Sachsen, Herzogin von Pommern-Wolgast († 1583)

### Genaues Geburtsdatum unbekannt
- Nicolas Beatrizet, französischer Kupferstecher in Italien († 1565)
- Leenaert Bouwens, niederländischer Täufer († 1582)
- Sebastian Castellio, französischer humanistischer Gelehrter, Philosoph und protestantischer Theologe († 1563)
- Robert Copland, englischer Buchdrucker und Dichter († 1547)
- Cristóvão da Costa, portugiesischer Arzt und Botaniker († um 1594)
- Hōjō Ujiyasu, japanischer Daimyō († 1571)
- Pierre Lescot, französischer Architekt und Bildhauer († 1578)
- Pedro Pizarro, spanischer Konquistador, Chronist der Eroberung Perus († um 1587)

### Geboren um 1515
- Melchior Acontius, deutscher Humanist und Lyriker († 1569)
- Roger Ascham, englischer Pädagoge († 1568)
- David Douglas, 7. Earl of Angus, schottischer Adeliger († 1557)
- Wolfgang Wolff, deutscher Lautenmacher († 1570)
- Juan Ortiz de Zárate, spanischer Konquistador († 1576)
- 1515/1516: Cipriano de Rore, flämischer Komponist der Renaissance († 1565)

## Gestorben

### Erstes Halbjahr

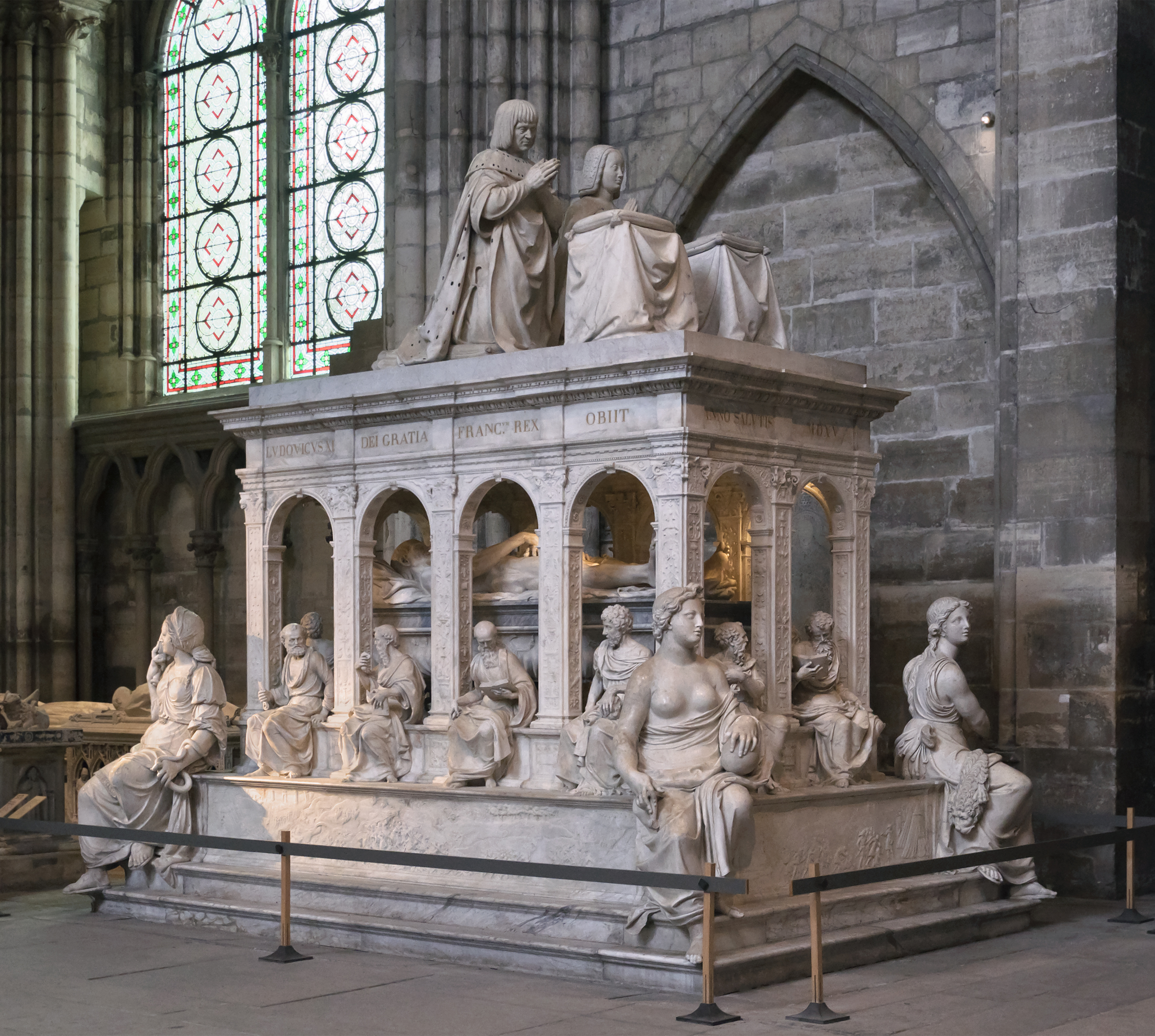
Grab Ludwigs XII. und seiner Frau Anne de Bretagne

- 01. Januar: Ludwig XII., König von Frankreich (* 1462)
- 07. Januar: Matthäus Landauer, Nürnberger Kaufmann (* 1451)
- 06. Februar: Aldus Manutius, venezianischer Buchdrucker und Verleger (* 1449)
- 08. Februar: Wilhelm I., Landgraf von Hessen (* 1466)
- 12. Februar: Philipp II. von Daun, Erzbischof von Köln (* 1463)
- 21. Februar: Diego Kolumbus, spanischer Seefahrer, jüngerer Bruder des Christoph Kolumbus (* um 1468)
- 01. März: Veit von Fürst, deutscher Jurist, Rat im Dienst Kaiser Maximilians I. und Statthalter des Reichslehens Modena (* um 1468)
- 23. März: Giacomo Cozzarelli, italienischer Architekt, Bildhauer, Bronzegießer und Maler (* 1453)
- 25. März: Hermann Messmann, Lübecker Kaufmann, Ratsherr und Diplomat (* um 1455)
- 03. April: Bartholomäus von Münsterberg, Herzog von Münsterberg und Graf von Glatz (* um 1478)
- 07. Mai: Hans von Hutten, Stallmeister des Herzogs Ulrich von Württemberg, von diesem ermordet (* 1486)

### Zweites Halbjahr
- 20. Juli: Íñigo López de Mendoza y Quiñones, spanischer Politiker (* um 1442)
- 12. August: Werner von der Schulenburg, Staatsmann in pommerschen und brandenburgischen Diensten (* 1460)
- 03. September: Andreas Stiborius, deutsch-österreichischer Astronom, Mathematiker und Theologe (* um 1464)
- 04. September: Barbara von Brandenburg, Herzogin von Glogau und Königin von Böhmen (* 1464)
- 09. September: Joseph von Wolokolamsk, russischer Mönch und Klostergründer (* 1439/1440)
- 14. September: Hans Bär der Jüngere, Basler Ratsherr (* vor 1484)
- 02. Oktober: Barbara Zápolya, Königin von Polen und Großfürstin von Litauen (* 1495)
- 21. Oktober: Pleikard von Gemmingen, Kanoniker im Stift Wimpfen (* um 1440)
- 03. November(?): Diebold Schilling der Jüngere, Schweizer Chronist (* vor 1460)
- 05. November: Mariotto Albertinelli, italienischer Maler (* 1474)
- 06. November: Peter Numagen, eidgenössischer Kleriker, Gelehrter und Notar (* um 1450)
- 11. November: Dietrich Coelde, niederländischer Schriftsteller (* um 1435)
- kurz nach dem 19. November: Claudine Grimaldi, Herrin von Monaco (* 1451)
- 02. Dezember: Gonzalo Fernández de Córdoba y Aguilar, spanischer General und Staatsmann (* 1453)

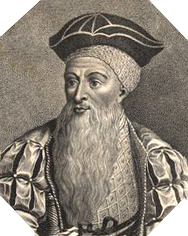
Afonso de Albuquerque

- 16. Dezember: Afonso de Albuquerque, portugiesischer Militär, Politiker, Seefahrer und zweiter Gouverneur von Portugiesisch-Indien (* 1453)

### Genaues Todesdatum unbekannt
- Sommer: Goswin von Orsoy, deutscher Theologe, Politiker und erster Kanzler der Universität Wittenberg (* um 1450)
- Ettore Fieramosca, neapolitanischer Condottiere (* 1476)
- Giovanni Giocondo, italienischer Dominikaner, Humanist, Altertumsforscher und Architekt (* 1433)
- Lorenz Helmschmied, Augsburger Plattner und Harnischmacher (* zwischen 1450 und 1455)
- Bartolomeo Kolumbus, spanischer Kosmograph und Seefahrer, jüngerer Bruder des Christoph Kolumbus (* um 1461)
- Laurentius Laurentianus, italienischer Mediziner und Philosoph
- Eckhard von Manteuffel, Ritter und Hofrat der Herzöge von Pommern-Wolgast (* um 1442)
- Meñli I. Giray, Khan des Krimkhanats (* 1445)
- Nezahualpilli, Herrscher der mesoamerikanischen Stadt Texcoco (* 1464)

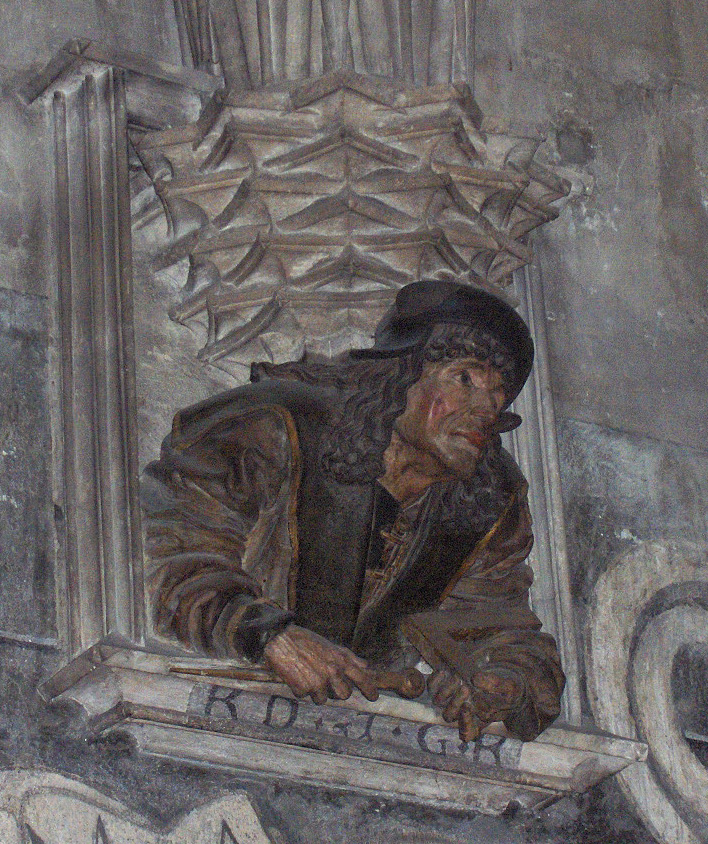
Porträt Pilgrams im Wiener Stephansdom unter dem Orgelfuß

- Anton Pilgram, österreichischer Baumeister und Bildhauer (* um 1460)
- Heinrich Schodehoet, Augustiner-Eremit und Weihbischof in Münster und Osnabrück
- Kaspar II. Winzerer, Pfleger zu Tölz und Herr zu Sachsenkam

### Gestorben um 1515
- 1515 oder 1516: Alonso de Ojeda, spanischer Seefahrer (* um 1470)
- 1515 oder 1516: Dionysius Böblinger, schwäbischer Steinmetz und Baumeister